# Danaus
Genre
Danaus est un genre de lépidoptères (papillons) appartenant à la famille des Nymphalidae, à la sous-famille des Danainae et à la tribu des Danaini.
Présent sur tous les continents, il comprend une douzaine d'espèces.

## Noms vernaculaires
En français, les Danaus sont appelés « Monarques » (nom qui désigne aussi plus particulièrement l'espèce Danaus plexippus).
En anglais, on les appelle tigers, milkweeds, monarchs, wanderers ou queens en fonction des espèces.

## Systématique
Le genre Danaus a été décrit par l'entomologiste polonais Jan Krzysztof Kluk en 1780.
L'espèce type pour le genre est Danaus plexippus (Linnaeus, 1758).
Le nom Danaus Kluk, 1780 a de nombreux synonymes :
- Danaida Latreille, 1804[3]
- Limnas Hübner, [1806][4]
- Danais Latreille, 1807[5]
- Anosia Hübner, 1816[6]
- Festivus Crotch, 1872[7]
- Salatura Moore, [1880][8]
- Nasuma Moore, 1883[9]
- Tasitia Moore, 1883
- Danaomorpha Kremky, 1925[10]
- Panlymnas Bryk, 1937[11]
- Diogas d'Almeida, 1938

## Liste des espèces et sous-genres
En fonction des sources, le genre Danaus compte entre 10 et 13 espèces :
- Danaus affinis (Fabricius, 1775) — Asie du Sud-Est, Océanie.
- Danaus chrysippus (Linnaeus, 1758) — le Petit monarque — Afrique, Europe du Sud, Arabie, Asie du Sud et du Sud-Est. Inclut désormais le taxon dorippus[12].
- Danaus cleophile (Godart, 1819) — Jamaïque, Haïti, Cuba.
- Danaus eresimus (Cramer, [1777]) — de l'Amérique du Sud au Sud des États-Unis
- Danaus erippus (Cramer, [1775]) — Sud de l'Amérique du Sud.
- Danaus genutia (Cramer, [1779]) — Asie du Sud et du Sud-Est jusqu'en Australie.
- Danaus gilippus (Cramer, [1775]) — Amérique du Sud, moitié sud de l'Amérique du Nord.
- Danaus ismare (Cramer, [1780]) — Indonésie.
- Danaus melanippus (Cramer, [1777]) — Asie du Sud et du Sud-Est.
- Danaus petilia (Stoll, 1790) — Océanie — anciennement considéré comme une sous-espèce de Danaus chrysippus[12].
- Danaus plexaure (Godart, 1819) — Amérique du Sud — parfois considéré comme une sous-espèce de Danaus eresimus.
- Danaus plexippus (Linnaeus, 1758) — le Monarque — toute l'Amérique, Nouvelle-Guinée, îles Canaries.

Certains auteurs considèrent que ces espèces se répartissent en trois sous-genres :
- Danaus s.str., comprenant D. plexippus, D. erippus et D. cleophile ;
- Salatura Moore, [1880], comprenant D. ismare, D. genutia, D. melanippus et D. affinis ;
- Anosia Hübner, 1816, comprenant D. eresimus, D. plexaure, D. gilippus, D. chrysippus et D. petilia.

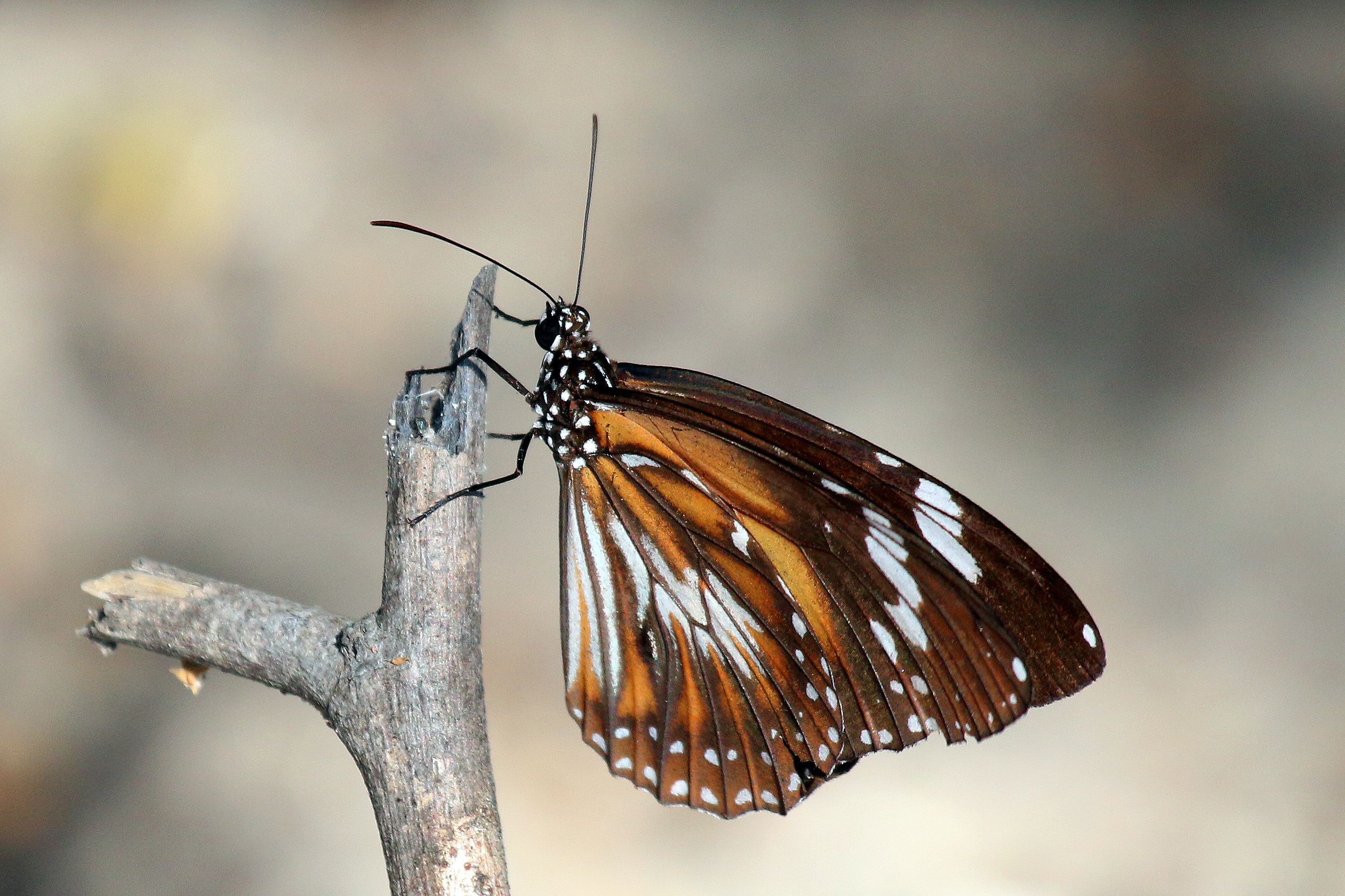
Danaus affinis
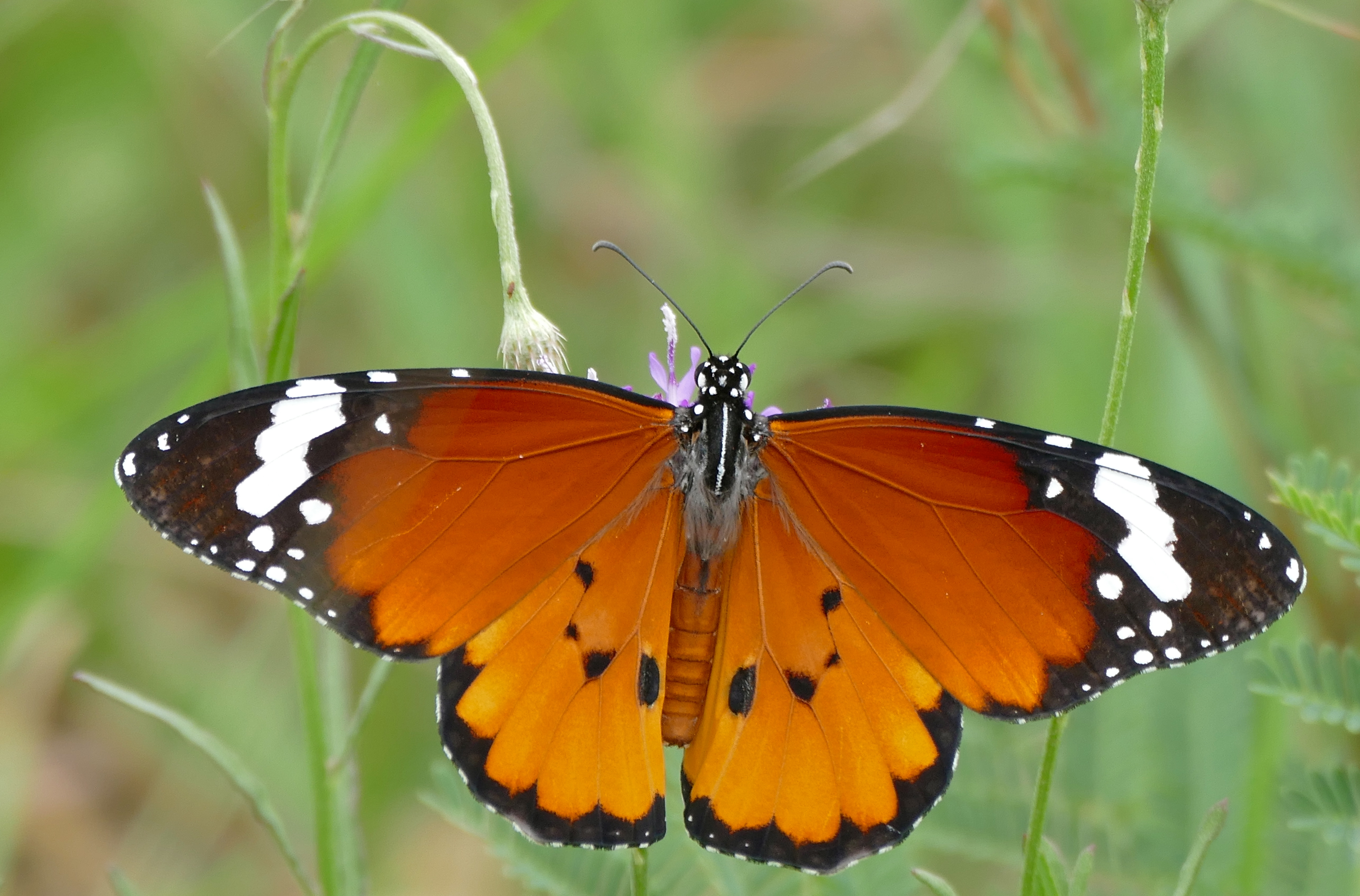
Danaus chrysippus
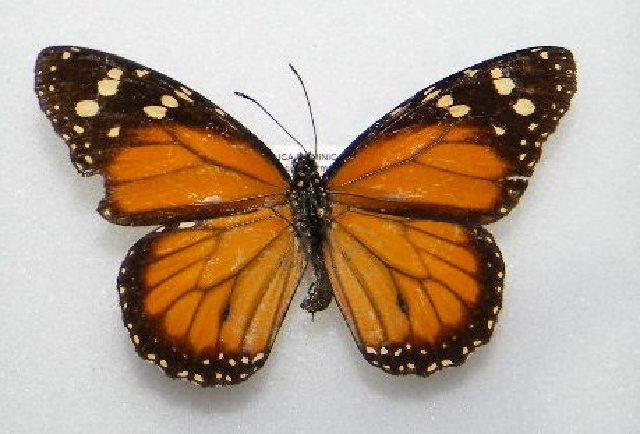
Danaus cleophile
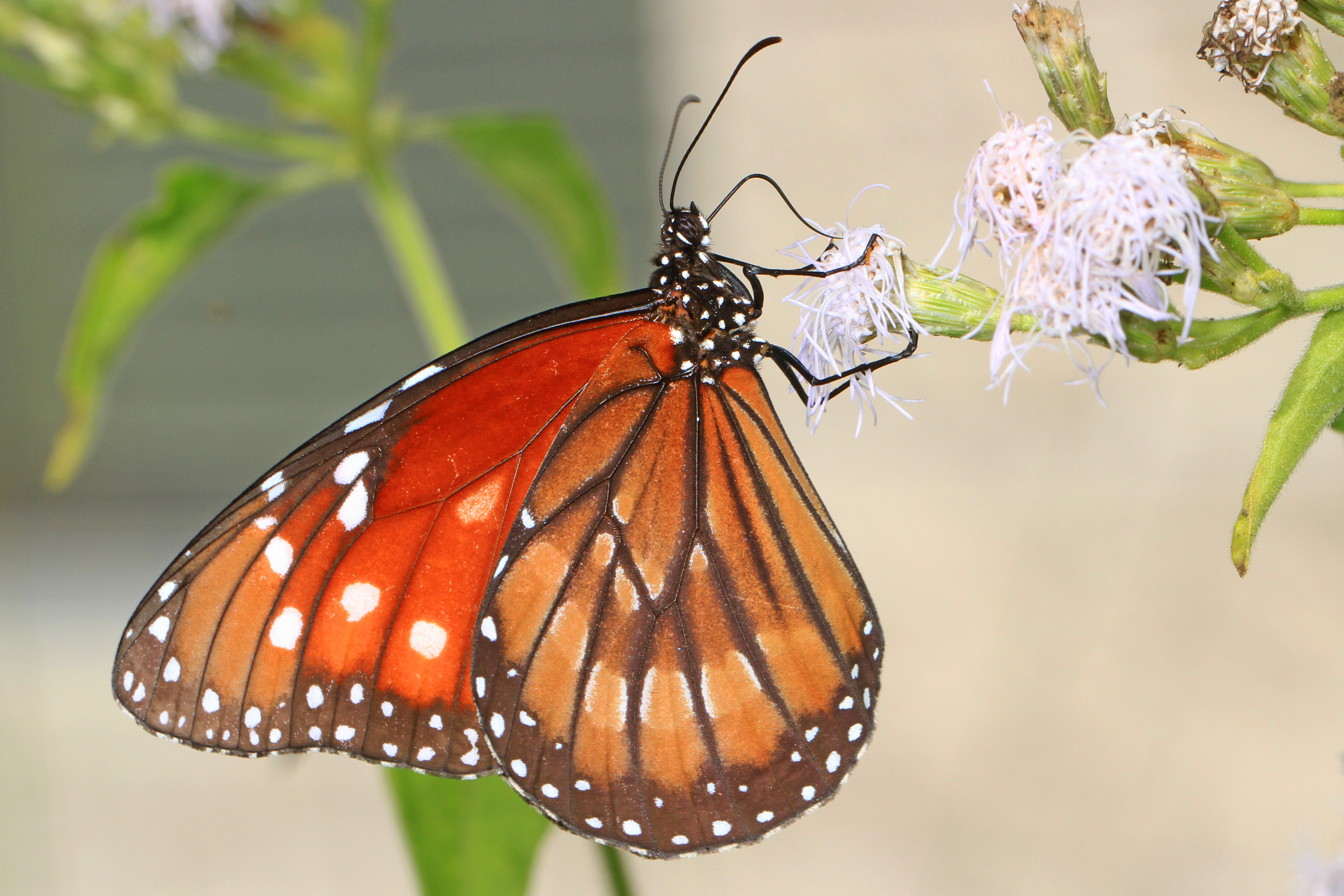
Danaus eresimus
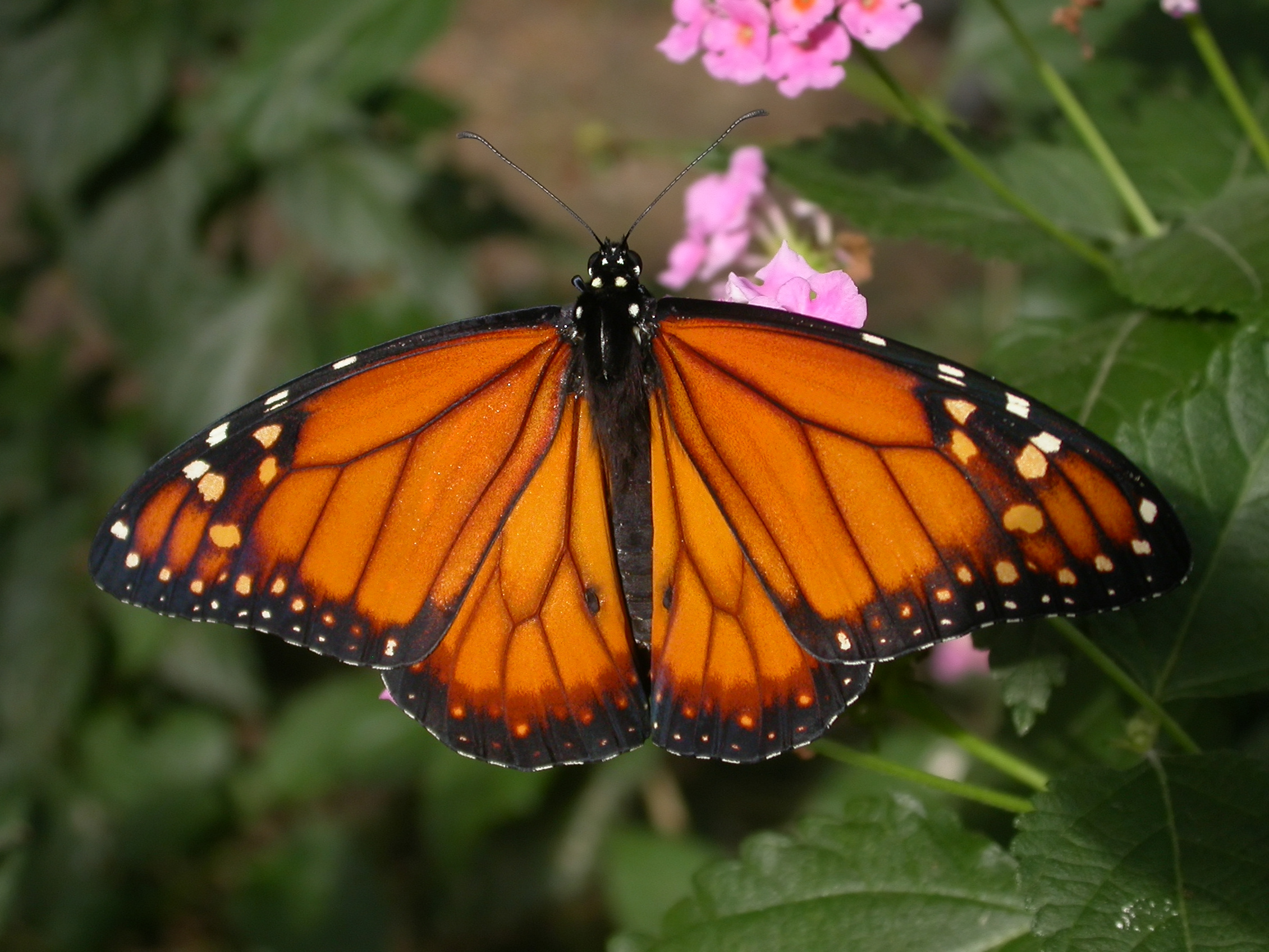
Danaus erippus
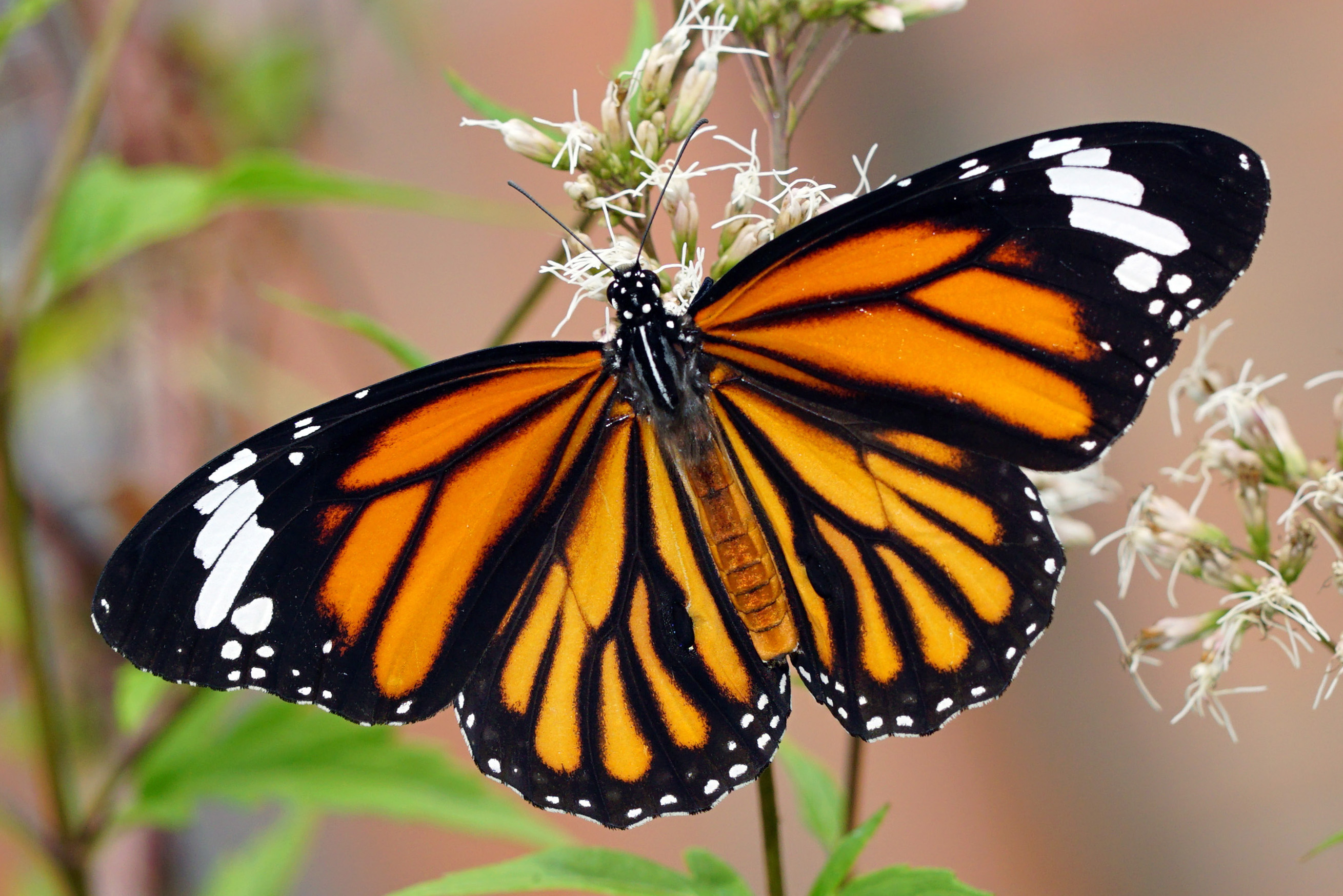
Danaus genutia
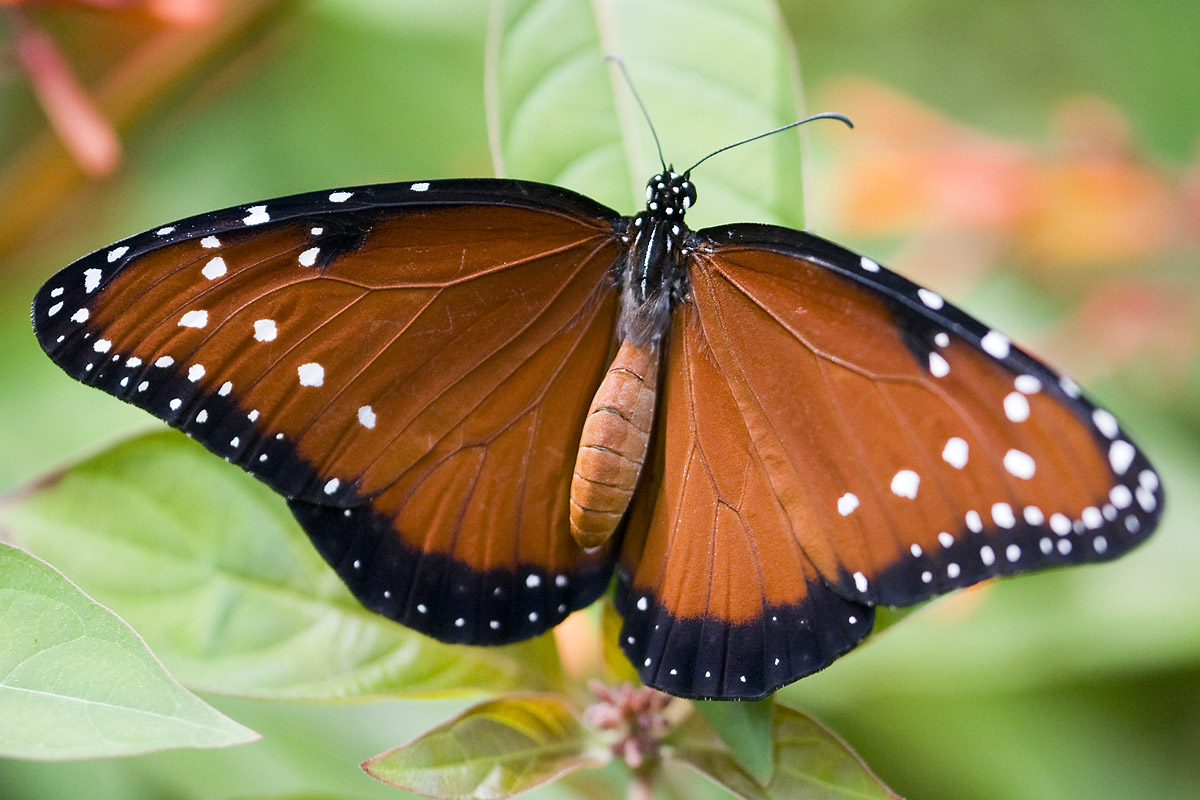
Danaus gilippus
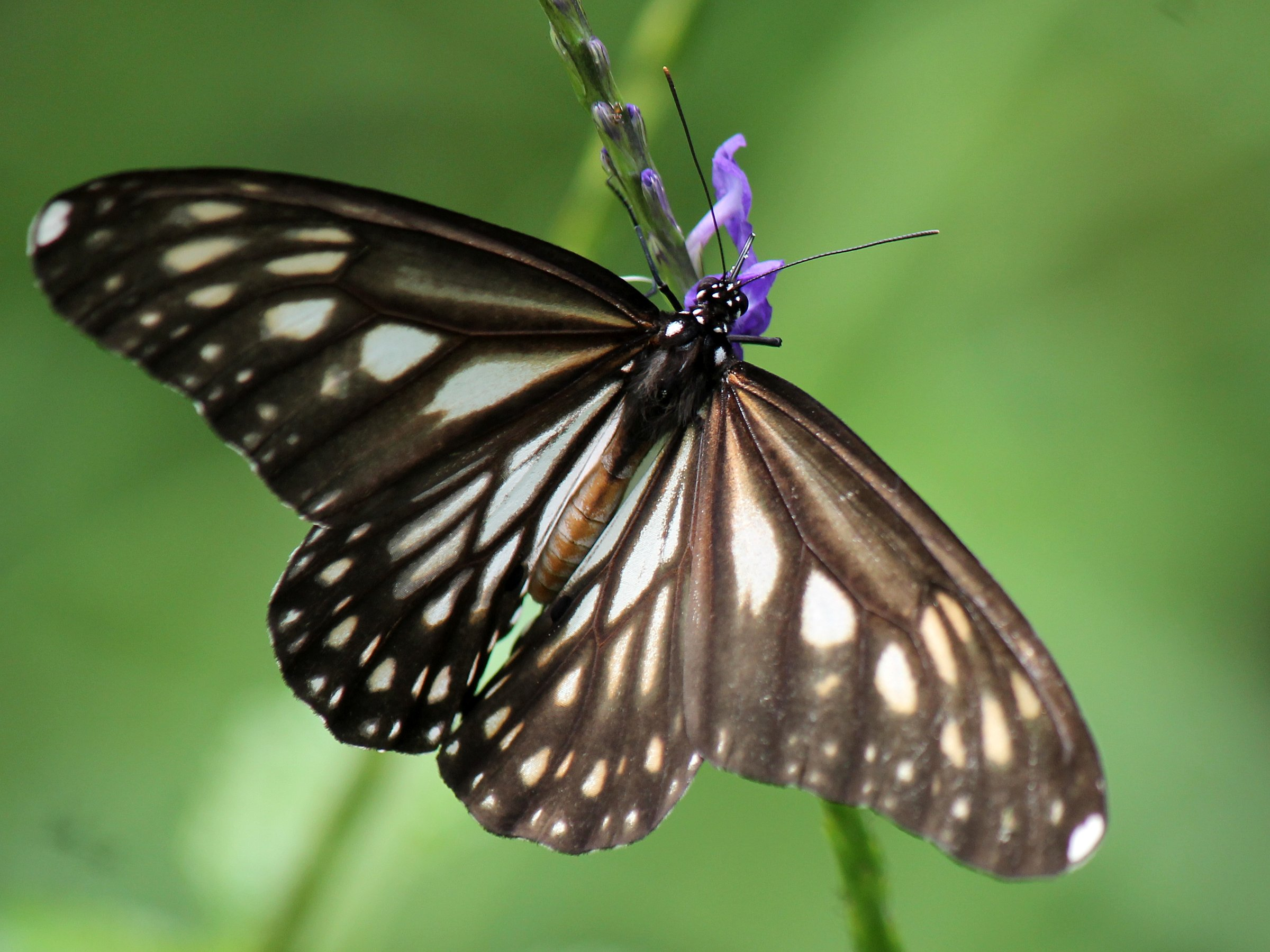
Danaus ismare
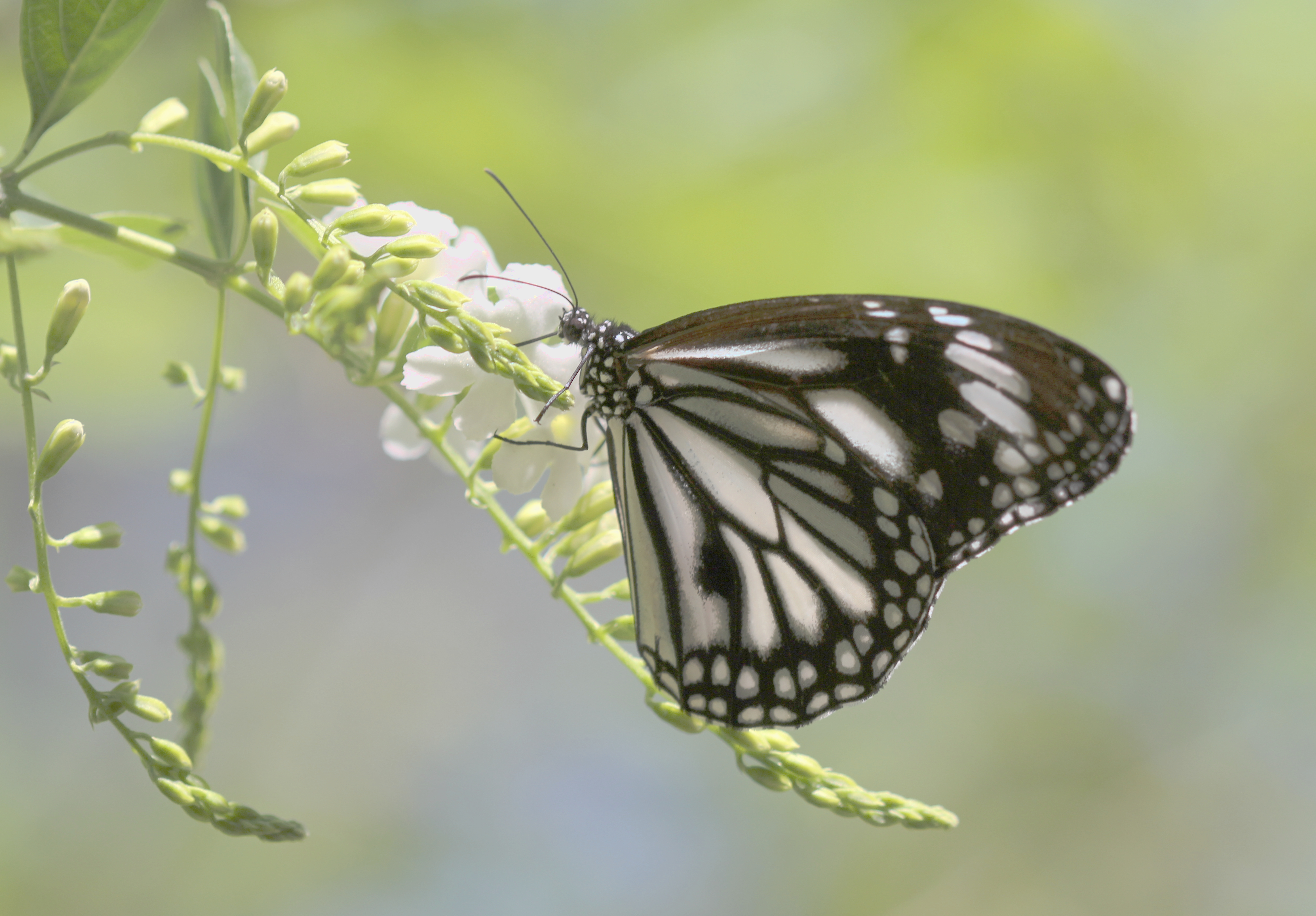
Danaus melanippus
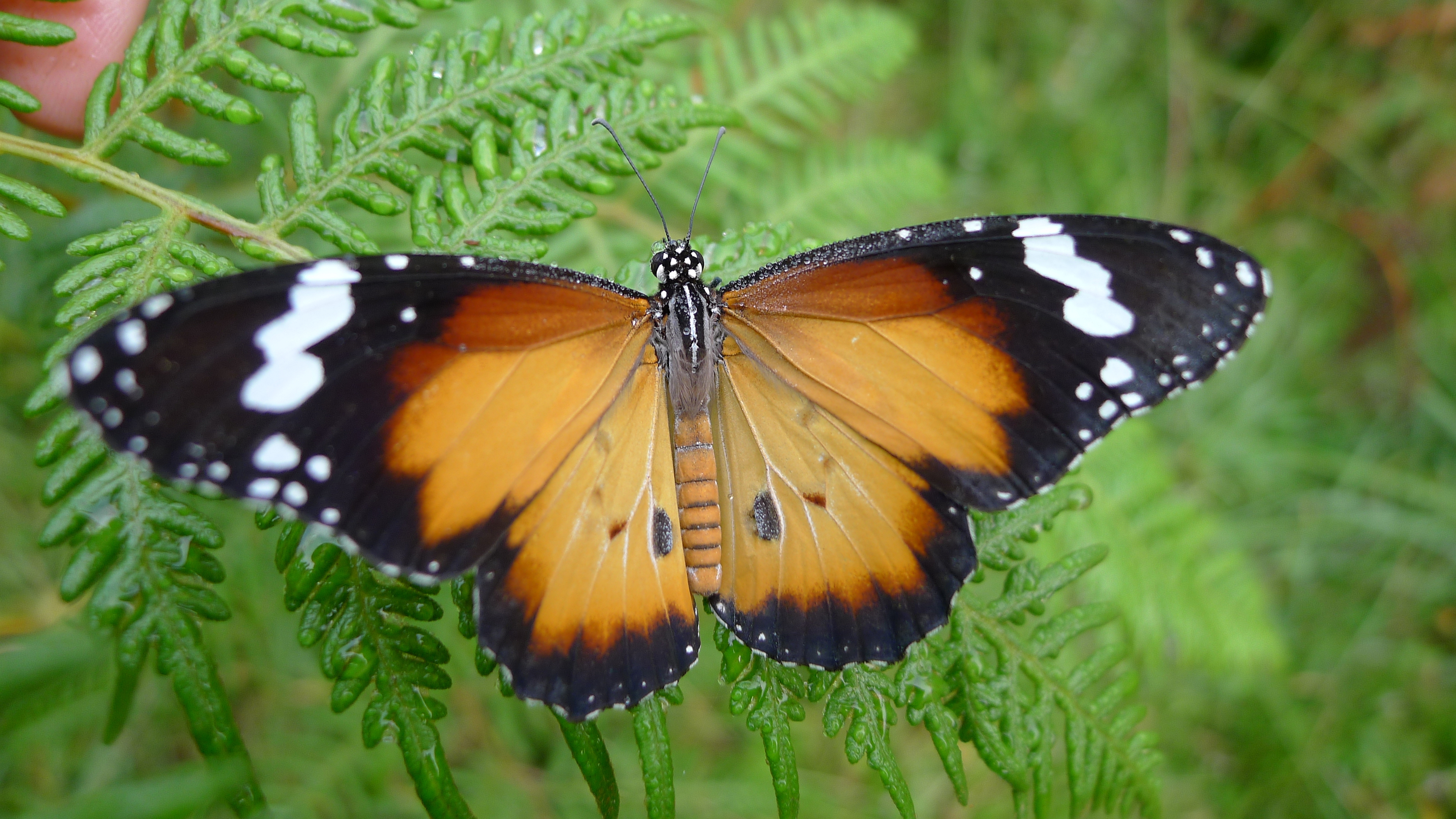
Danaus petilia
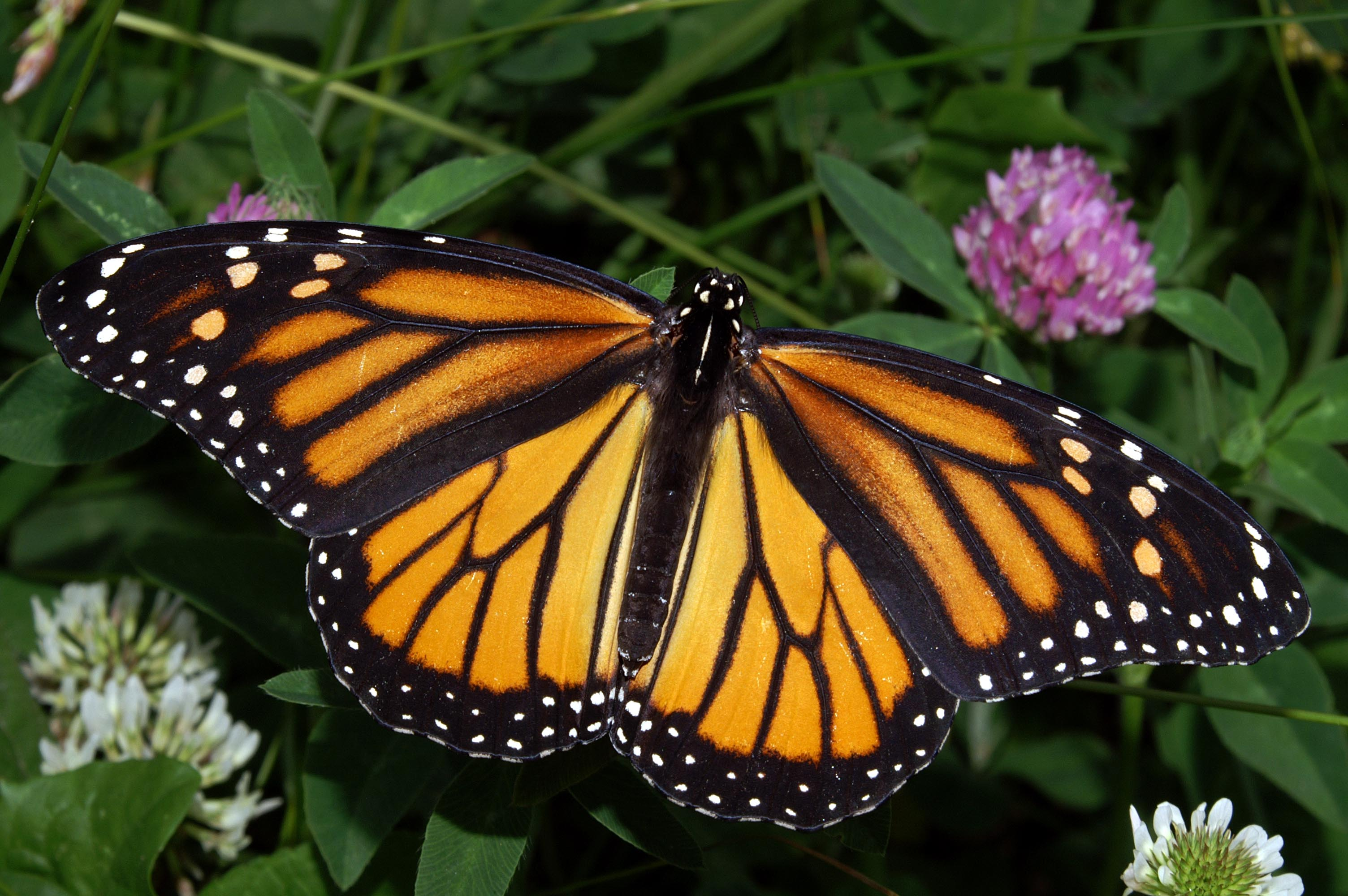
Danaus plexippus